# Jürgen Kiesl
Jürgen Kiesl (* 21. Dezember 1965) ist ein deutscher Kommunalpolitiker der CDU und seit 1999 Bürgermeister der Gemeinde Leutenbach im Rems-Murr-Kreis in Baden-Württemberg.

## Leben und Ausbildung
Jürgen Kiesl wurde am 21. Dezember 1965 geboren. Er schloss ein Studium der Verwaltungswissenschaften als Diplom-Verwaltungswirt (FH) ab. Kiesl lebt in Leutenbach, ist verheiratet und hat zwei Kinder.

## Politische Laufbahn
Kiesl wurde 1999 zum ersten Mal zum Bürgermeister von Leutenbach gewählt. Seitdem wurde er 2007, 2015 und 2023 in diesem Amt bestätigt. Bei der Wahl 2023 erhielt er 94,4 % der Stimmen, während der Gegenkandidat Jürgen Metzner 4,7 % erreichte. Die Wahlbeteiligung lag bei 34,5 %.
Kiesl setzt Schwerpunkte auf Umwelt- und Klimaschutz, Mobilität sowie Infrastrukturprojekte in der Gemeinde. Er unterstützt Initiativen zur Förderung erneuerbarer Energien und zur Erhöhung der Lebensqualität in Leutenbach.

## Projekte und Engagement
Unter Kiesls Leitung ist die Gemeinde Leutenbach der Energieagentur Rems-Murr beigetreten. Zudem betont er Bürgernähe und fördert die Bürgerbeteiligung durch Bürgerversammlungen und transparente Kommunikation.

## Ehrenämter und Mitgliedschaften
Kiesl ist Vorsitzender des Deutschen Roten Kreuzes im Ortsverein Leutenbach und der Bürgerstiftung Leutenbach. Darüber hinaus ist er stellvertretender Vorsitzender der Nordostwasserversorgung und engagiert sich im Gemeindetag Baden-Württemberg sowie im Deutschen Städte- und Gemeindebund.